# Патони
Пато́ни — німецький дворянський рід, який після XVIII століття мав українську та російську гілки.

## Походження роду
У кін. ХІХ — на поч. ХХ ст. в Ушицькому повіті серед багатьох дворянських родів значний слід залишив рід Патонів. Саме представники цього роду виділялися в краї своєю активною суспільно-політичною діяльністю, дотепер збереглася їхня резиденція-садиба — пам'ятка культурної спадщини у селі Хребтіїв Новоушицького району Хмельницької області.
Зміна соціально-політичного устрою на території колишньої Російської імперії трагічно позначилася на розвитку вітчизняної генеалогії, зокрема вивченні родоводів, а саме аристократичних родів. За часів Радянського Союзу тема вивчення дворянських родів, діяльності їх представників замовчувалася, або висвітлювалась поверхнево, з позиції — «буржуазія», без будь-яких спроб докладного аналізу та висновків, що цілком зрозуміло з огляду на ті політичні обставини.
Генеалогія Патонів протягом останнього часу ґрунтовно досліджена, зокрема у працях А. О. Чеканова, І. Малишевського, В. Онопрієнка, Л. Кістерської, П. Севбо. Опубліковані у 1980-ті роки, вони вже майже вільні від ідеологічних штампів попередніх часів. Практично вперше в патонознавчій літературі пролунало відверто: предки та близькі родичі радянського академіка Є. О. Патона — дворяни Російської імперії, що обіймали чільні посади як на військовій, так і на цивільній службі. Цінним дослідженням є стаття М. Ф. Дмитрієнко, В. В. Томазова «Матеріали до генеалогії Патонів»[6], у якій на ґрунтовній джерельній базі відтворюється історія славетного роду Патонів, що відіграв визначну роль в історії, науці й культурі України та Росії. Без діяльності роду Патонів не можна взагалі уявити історію вітчизняної та світової науки.
Цінні архівні матеріали до генеалогії роду Патонів зберігаються в Російському державному історичному архіві у Санкт-Петербурзі — Справи про дворянство роду Патонів, а також в Російському державному архіві Військово-морського флоту, Архіві зовнішньої політики Російської імперії (Москва), Державному архіві Російської федерації (Москва), Центральному державному історичному архіві України в Києві, Центральному державному архіві вищих органів влади та управління України, Центральному державному архіві громадських об'єднань України, Державному архіві міста Києва, які використані вище згаданими дослідниками[6]. Крім того, про багатьох представників роду Патонів, які проживали закордоном, в еміграції, можна дізнатися з досліджень у європейських архівах.
Євгену Оскаровичу Патону (5.03.1870 — 12.08.1953 рр.), видатному вченому, засновнику цілої наукової особистої школи вітчизняних науковців, дійсному члену Академії наук УРСР, віце-президенту АН УРСР, фундатору та директору всесвітньо відомого Інституту електрозварювання АН УРСР, лауреату премій та кавалеру багатьох орденів присвячено величезну кількість статей і книжок, авторами яких були як учені, так і письменники, журналісти. Інтерес до цієї неосяжної постаті не вгасає і зараз.
Однак залишаються «білі плями» щодо представників великого роду Патонів та їх діяльності на Хмельниччині, зокрема рідного брата згаданого вченого — Михайла Оскаровича Патона. До цього часу зазначена тема в наукових дослідженнях висвітлена недостатньо, зокрема у попередні роки автором надруковано у наукових збірниках та пресі декілька статей, що стосуються переважно пам'яток культурної спадщини — садиб (будівель) зазначеного роду у с. Хребтіїв та с. Песець Новоушицького району Хмельницької області. Останні знахідки автором статті архівних документів, що стосуються М. О. Патона, у Державному архіві Хмельницької області засвідчили перспективність досліджень у цьому напрямку.
Історія роду Патонів на російських та українських теренах є характерною для іноземних родів, які поєднали свою долю з Російською імперією. Це шлях через професіоналізм та сумлінну службу до російського дворянства, чинів і почестей. Патони — дворяни Російської імперії, що обіймали чільні посади як на військовій, так і на цивільній службі.
І. Малишевський пише про походження роду так: «Давній дворянський рід Патонів (Patton) нібито бере свій початок від предків — майстрів корабельної справи, яких привіз із собою з Голландії цар Петро І. Всі вони обрусіли, змішалися кровно з іншими родами, змінили своє лютеранське віросповідання на православну віру і давно вже вважали Російську імперію своєю Батьківщиною. Але існували і інші версії — з Франції, не виключалась і Шотландія»[6].
В. Онопрієнко, Л. Кістерська та П. Севбо висловлюють припущення про походження роду від фамілії та місця народження (мається на увазі — Ніцца). Звичайно, що Патони, які самовіддано служили на теренах Російської імперії, цілком закономірно називались росіянами. Але цікаво знати, де мешкали представники цього роду до того, як потрапили до Росії. В останні роки поширилось багато догадок про німецьке походження роду[6]. М. Ф. Дмитрієнко, В. В. Томазов висловлюють думку про шотландське походження Патонів. За ними, Paton, Patton, Pattoun — варіанти характерного для Шотландії патрономінального прізвища, яке походить від зменшеної форми імені Патрік. Це прізвище фіксується в шотландських документах, починаючи з XVI ст. Версія про німецьке походження Патонів з'явилася, ймовірно, тому, що представники роду належали до лютерансько-євангельської конфесії, були пов'язані родинними зв'язками з багатьма лютеранськими родинами німецького, шведського походження, та навіть у документах інколи називалися «фон Паттонами». Навіть батько Євгена та Михайла Патонів — Оскар Петрович — був лютеранином. Дружина останнього була першою православною у роді, тому і діти, відповідно до законів Російської імперії, були охрещені у лоні православної церкви (та й сам він прийняв православ'я)[6].

## Найвизначніші представники
На російські терени Патони потрапили, імовірно, у першій половині XVIII ст. Першим представником російської гілки був Георг Паттон (згадується 1748—1751 рр.), придворний кухмістер та мундкох. Його син — Петр-Георг (Петро Юрійович) (1733—1809 рр.) — був архітектором у Санкт-Петербурзі, служив під керівництвом Ф. Б. Растреллі у Конторі будівництва ЇЇ Імператорської Величності домів та садів, і саме він своєю сумлінною службою, чином колезького радника та орденом св. Володимира 4-го ступеня дозволив роду піднятися на високу соціальну сходинку російського суспільства. Архітектор брав участь у будівництві Зимового палацу у Санкт-Петербурзі. Його сини Павло (нар. бл. 1751 р., полковник, командир Софійського піхотного полку) та Іван (нар. бл. 1755 р., надвірний радник, власник с. Репіно Ямбурзького повіту Санкт-Петербурзької губернії) — зробили непогану кар'єру, дочка Марія (нар. бл. 1759 р.), стала дружиною командувача Софійського піхотного полку (1785—1788 рр.), коменданта Виборга у 1797—1800 рр., генерала від інфантерії (1795 р.) Карла Густава Врангеля (1742—1824 рр..), що значно сприяло підвищенню статусу роду.
Дід Євгена та Михайла Оскаровичів Патонів — Петро Іванович Патон (1796 — 20.9.1871) — рішенням Санкт-Петербурзького дворянського депутатського зібрання від 12 липня 1862 р. разом зі старшими синами — Оскаром та Миколою — був визнаний у російському спадковому дворянстві та внесений до 2-ї частини Дворянської родовідної книги Санкт-Петербурзької губернії. Це рішення було затверджене указом Сенату по Департаменту герольдії від 14 січня 1863 р. за № 292[6].
Петро Іванович Патон зробив блискучу кар'єру: сенатор 8-го Департаменту Сенату, кавалер багатьох орденів, генерал від інфантерії. Учасник Вітчизняної війни 1812 р. та закордонних походів російської армії, російсько-турецької війни 1828-29 рр., завоювання Кавказу. Був достатньо заможним поміщиком — власник Височайше пожалуваного 21 листопада/3 грудня 1838 р. майорату Кірсна у Сувалкській губернії (Царство Польське) та родового маєтку у Бєльському повіті Смоленської губернії і дерев'яного будинку в Москві. Був одружений з дочкою відомого німецького банкіра Анною Григорівною Гейман (власниця сільця Іванівці Полтавського повіту). Мав від шлюбу трьох синів та дочку Кароліну (вихованку Катерининського інституту у Санкт-Петербурзі), яка стала дружиною полковника Гаврилова[6].
Один із братів Оскара Петровича — Микола Петрович (3.01.1827-24.05.1909) був майором, командиром батальйону Санкт-Петербурзького гренадерського полку, дійсним статським радником, кавалером багатьох орденів. Власник придбаного маєтку Тимошкіно Новоторзького повіту Тверської губернії. Одружений з баронесою Ольгою Андріївною фон Арпсгофен (дочка власника маєтків Германсберг і Вазагоф Везенберзького повіту Естляндської губернії барона Герхарда-Генріха фон Арпсгофена). Мав двох синів Володимира і Оскара та двох дочок Марію і Ольгу[6].
Молодший із братів Іван Петрович Патон (19.11/1.12.1837-17.04.1911) був прокурором Смоленського окружного суду (1872), дійсним статським радником. Власник сільця Рогозіно-Долматово (Булгак теж) й пустоші Єникеєв Карач Лаїшевського повіту Казанської губернії. Від першого шлюбу з Софією Михайлівною Фонтон-де-Веррайон, дочкою поміщика маєтку Максимове Рославського повіту Смоленської губернії, генерал-лейтенанта Генерального штабу Російської імперії М. Л. Фонтон-де-Веррайона, мав шістьох дітей — Анастасію, Петра, Євгена, Миколу, Олександра, Анну. Старшому із синів цього подружжя Петру Івановичу Патону — 21 березня 1901 р. Височайшим наказом було дозволено приєднати до свого прізвища прізвище свого діда — Фонтон-де-Веррайон та передавати його старшому в роді. Іван Петрович Патон і його родина були визнані у спадковому дворянстві рішенням Смоленського дворянського депутатського зібрання від 12 жовтня 1873 р. та внесені до другої частини Дворянської родовідної книги Смоленської губернії. Це рішення було затверджено указом Урядового Сенату від 19 листопада1873 р. за № 4160. Від другого шлюбу з Єлизаветою Сергіївною в Івана Петровича народилася дочка (одружена з мічманом російського флоту Ниценком, який загинув)[6].
Старший син Петра Івановича — Оскар-Іоганн-Яків (Оскар Петрович) (8.11.1823, Вознесенськ Херсонської губернії — 1893, Нова Ушиця Ушицького повіту Подільської губернії) — був батьком видатного вченого Євгена. Здобув непогану кар'єру: був консулом Російської імперії у Ніцці (1865—1886) та в Бреславлі (1886—1893), дійсним статським радником (1893), кавалером багатьох орденів, в тому числі французького ордену Почесного Легіону (3.03.1892). Нагороджений відзнакою за XL років бездоганної служби (1889). З 1871 р. успадкував Сувалкський майорат і купив маєтки у Смоленській та Новгородській губерніях. У 1859 р. одружився у селі Денисковичі Новозибківського повіту Чернігівської губернії з донькою штабс-ротмістра Катериною Дмитрівною Шишковою (власниця придбаного маєтку Льохове (Будниця теж) з фільварком Любове Городецького повіту Вітебської губернії (з 1862 р.) і с. Хребтєв (Хребтієв) із сільцем Шуркою та частиною слободи Пилипи-Хребтіївські Ушицького повіту Подільської губернії)[6].
О. П. Патон мав 7 дітей (5 синів і 2 доньки), які народилися в Ніцці[8]: Наталія Оскарівна Патон (одружена двічі — з В. П. Савельєвим і Добровольським), Олександра Оскарівна Патон (одружена з Матковським, похована у Ніцці), Олександр Оскарович Патон (керуючий Чистопольським відділенням Державного Банку, власник майорату Кірсна Кальварійського повіту Сувалкської губернії), Михайло Оскарович Патон, Володимир Оскарович Патон, Євген Оскарович Патон (академік та віце-президент АН УРСР, всесвітньо відомий вчений, Герой Соціалістичної праці, Депутат Верховної Ради СРСР 2-го і 3-го скликань), Петро Оскарович Патон (Голова Речицької повітової земської управи, Речицький повітовий комісар Тимчасового уряду у 1917 р., за Гетьманату — Поліський Губернський староста у 1918 р.)[6].
Михайло Оскарович Патон (1865–1919 рр.) — дворянин, офіцер, чиновник, який походив з дворянського роду Патонів, що відіграв визначну роль в історії, науці й культурі України та Росії. М. О. Патон на поч. ХХ ст. ввійшов в історію Ушицького повіту Подільської губернії завдяки своїй суспільно-політичній діяльності. Деякі архівні матеріали вводяться до наукового обігу вперше.
7 травня 1888 рішенням Санкт-Петербурзького дворянського депутатського зібрання до роду Патонів були долучені дружина та діти Оскара Петровича. Це рішення було затверджено указом Урядового Сенату від 28 травня 1889 за № 1561[6].
Після відставки О. П. Патон оселився в Хребтієві та Новій Ушиці Подільської губернії, де і помер. Як свідчать архівні дані і книга Ю. Сіцінського «Приходы и церкви Подольской епархии», батько Патона, Оскар Петрович, був похований у Хребтієві на місцевому цвинтарі. «На Хребтіївському православному кладовищі місцевим власником штабс-капітаном М. Патоном збудовано кам'яну часовню (каплицю) на могилі батька, Оскара Патона (приєднаного до православ'я)»[9, с.964]. Каплиця не збереглася, є тільки залишки фундаменту над могилою. У 1920-х, в часи комуністичного «криголаму», ця часовня була по-варварськи зруйнована.
На Поділля рід Патонів потрапив у 1891 р., коли Катерина Дмитрівна Патон (до шлюбу Шишкова), яка мала родовий маєток у Білорусі, викупила Хребтіївський маєток з селами Хребтіїв, Шурка та частиною Пилипів Хребтіївських в Адама Костянтиновича Собанського [1].
Штабскапітан лейбгвардії Преображенського полку (1898 р.), полковник у відставці, голова Ушицької земської управи Подільської губернії, Ушицький повітовий комісар Тимчасового Уряду 1917 р., дійсний статський радник, Ушицький повітовий предводитель дворянства Михайло Оскарович Патон народився 5 серпня 1865 р. (дати у біографії подаються за старим стилем) у м. Ніцца (департамент Приморські Альпи, Франція)[2]. Православний за віросповіданням, із дворян. Власник (за дарчим записом від матері, 1898 р.) с. Хребтієв із сільцем Шуркою та частиною слободи Пилипи (Пилипи-Хребтіївські) Ушицького повіту Подільської губернії, на початку ХХ ст. йому належав маєток і 1500 десятин землі. У маєтку на 1900 рік було землі 1,142 десятини (1,382 кв. сажнів), у тому числі маєткової — 22,300 обробленої — 514,1120, лісу — 264,600, вигону — 736 і непридатної — 37,1886. Також у маєтку був фруктовий сад на 7 десятин[10, с.890].
Віхи служби М. О. Патона[2]: Виховувався у Пажеському «Его Императорского Величества» корпусі і закінчив курс по першому розряду. 14 серпня 1884 р. розпочав службу прапорщиком лейбгвардії у Преображенському полку, переведений у підпоручники зі старшинством 30 серпня 1884 р. Отримав чин поручника зі старшинством 30 серпня 1888 р. Тимчасово командував 3 ротою лейбгвардії у Преображенському полку у грудні 1893 р., серпні — вересні 1894 р., жовтні 1896 р., 6 ротою вказаного полку — у червні — липні 1896 р. 13 квітня 1897 р. отримав чин штабскапітана, а з 3 травня 1897 р. призначений командиром 9 роти лейбгвардії у Преображенському полку. 1 червня 1897 р. призначений членом полкового суду. Переведений у чин капітана зі старшинством 22 червня 1900 р. «Высочайшим приказом» від 29 січня 1902 р. звільнений зі служби, нагороджений чином полковника, з мундиром.
За час служби з 25 серпня 1884 р. по січень 1902 р. як і всі офіцери царської армії брав різного терміну відпустки — від 5 днів до 8 місяців (відповідно до вказаного «Формулярного Списка… за 1909 г.» у М. О. Патона більше 50 відпусток). Імовірно, що під час відпусток провідував своїх батьків, які проживали у маєтку с. Хребтіїв Ушицького повіту та численну родину, розкидану по теренах Російської імперії та закордоном.
Відповідно до «Формулярного Списка о службе Ушицкого Уездного Предводителя Дворянства, отставного полковника, Михаила Оскаровича Патона за 1909 год» на той час у громадській службі та по виборах дворянства він не задіяний та «Всемилостивейше рескриптов и Высочайших благоволений» не отримував, у походах і битвах участі не брав, доган з обмеженнями не отримував, жалування не отримував.
З 27 квітня по 4 червня 1896 р. знаходився у м. Москві, де відбувалася Коронація «Их Императорских Величеств».
З 20 по 30 травня 1897 р.знаходився у польовій поїздці в районі рухомого збору I-ої Гвардійської піхотної дивізії.
За розпорядженням службового начальства з 30 серпня по 2 вересня 1898 р. був командирований для навчання нижчих чинів, призваних із запасу. З початку вересня до 18 грудня 1898 р. згідно з наказом свого керівництва командирований для охорони імператорських поїздів по Миколаївській залізниці.
Вищим наказом по відомству Міністерства Юстиції від 19 листопада 1902 р. № 48 призначений Почесним Мировим Суддею Ушицького Округу. 15 березня 1905 р. призначений Ушицьким повітовим Предводителем дворянства.
Нагороди М. О. Патона (на 1909 р.)[2]: Ордени Св. Володимира 4 ступеня і Станіслава 3 ступеня, медалі срібні на пам'ять царювання імператора Олександра III і на пам'ять Коронації «Их Императорских Величеств», вензелеве зображення імені государя імператора Миколи II, Іноземний Німецький орден Червоного Орла 4 ступеня. Згідно зі свідоцтвом Головного Управління Російського товариства Червоного Хреста від 4 серпня 1907 р. № 38 М. О. Патон нагороджений 19 січня медаллю червоного хреста за участь у діяльності товариства у часи Російсько-Японської війни 1904—1905 рр..
М. О. Патон славився своєю активною діяльністю в різних земських та громадських органах Ушицького повіту Подільської губернії і благодійністю. Займаючи посаду голови Ушицької повітової земської управи[4] до 1917 р., М. О. Патон займався питаннями сільського господарства, будівництва, шляхів, медицини, земських шкіл та училищ тощо. Відомо, наприклад, що він причетний до будівництва і відкриття в Новій Ушиці земської лікарні (теперішня районна лікарня) та ремісничого училища ім. П. П. Местмахера, (теперішній Новоушицький сільськогосподарський технікум) в 1908 році. Крім того, Патон був Предсідателем Ушицького повітового Комітету Опікунства про народну тверезість. Наприклад, у 1913 р. у Новій Ушиці завдяки його діяльності відкрита чайна, відбулось 35 лекцій (6 — із питань протидії п'янству) у бібліотеці-читальні, 47 театральних вистав під час зимового театрального сезону, працювала народна аудиторія на 250 місць, влаштовувались народні танці для молоді (щоразу не менше 100 чоловік). Чайна при Народному домі за 1913 рік прийняла 51 284 чоловік відвідувачів, у ній проводився продаж гарячої їжі під час призову новобранців (робилось це не стільки для доходу, як для допомоги селянам-новобранцям). Бібліотека-читальня при Народному домі укомплектована 2065 книгами, 717 світловими картинами, 5 ліхтарями і спирто-калільною лампою. Скористались послугами бібліотеки у 1913 р. 412 чоловік, видано книг 5748 разів, виписувались газети і журнали періодичних видань. На народні лекції щоразу залучалось не менше 200 чоловік, це все проходило під музику 17-го Донського козацького полку, який квартирував у Новій Ушиці[3]. Через голову Ушицької повітової земської управи[7] проходили великі кошти на вище зазначені цілі (це, а також приналежність до дворянського роду, чималі статки, на нашу думку, послужило на початку 1919 р. трагедії — вбивства бандитами сім'ї Патона).
В романі Ігоря Малишевського «Міст через три життя» розповідається про літо 1916 року, коли в Нову Ушицю до М. О. Патона приїжджає з Києва його старший брат Євген Оскарович Патон на вакації (тобто на відпочинок). Так вийшло, що два брати Патони одружилися з двома сестрами Будде, племінницями барона Местмахера, тільки старший брат Євген узяв за дружину молодшу сестру Наталю, і цей шлюб був особливо щасливим[11, с. 231].
Одружений першим шлюбом 8 січня 1906 р. на Олександрі Вікторівні Будде (нар. 18 вересня 1879 р., православна) — дочці начальника 31-ї піхотної дивізії генерал-лейтенанта Віктора Еммануїловича Будде (1836—1901) і Олександри Павлівни, народженої баронеси Местмахер. Рідна сестра Наталії Вікторівни, дружини свого дівера Євгена Оскаровича Патона[2].
Зокрема, лист № 206 «Церковной книги № 12 по селу Песец /за 1901—1917 годы/ Часть вторая метрической книги на 1906 год о бракосочетавшихся»[12] розповідає про шлюб 8 січня 1906 року відставного полковника гвардії, голови Ушицьких повітових дворянських зборів сорокарічного М. О. Патона з дочкою генерала від інфантерії двадцятишестирічною дівицею Олександрою Вікторівною Будде (племінниця власника маєтку сіл Песець та Івашківці барона Павла Местмахера). Таїнство шлюбу здійснювали приходський священик песецького храму Різдва Пресвятої Богородиці Карп Теравський з псаломщиком Іваном Лозінським. Свідками від жениха були студент Санкт-Петербурзького Політехнічного Інституту Б. В. Савельєв і Колезький секретар В. О. Патон, від нареченої — студент Санкт-Петербурзького Політехнічного Інституту дворянин П. В. Савельєв і чиновник особливих доручень при Подільському Губернаторі В. Г. Мітаєвич. Зазначимо, що згаданий храм у Песці був кам'яний, двокупольний, разом із дзвіницею, побудований у 1858 році на кошти поміщиці Дівової.
Зберігся цікавий архівний документ 1911 р. — «План Подільської губернії Ушицького повіту, землі при с. Песці, володіння нащадків барона П. П. Местмахера, визначені до продажу віддільними ділянками селянам з допомогою Селянського Поземельного Банка», на якому власноручно розписався «повірений нащадків барона П. П. Местмахера» (їхній сват) М. О. Патон[5].
В селі Хребтієві старі люди ще й досі пам'ятають про свого пана, відставного полковника гвардії Михайла Оскаровича Патона, рідного брата відомого академіка Євгена Оскаровича Патона та дядька нинішнього Президента Національної академії наук України, академіка Бориса Євгеновича Патона. Жителі Хребтієва розповідають, що то був добрий пан, сам високого зросту, могутній чоловік, хоч і хворів часто нібито цукровим діабетом, важив біля дев'яти пудів. Вимагав точності і акуратності в роботі від своїх підлеглих. Часто їздив бричкою або фаетоном у Нову Ушицю, де він був головою повітових дворянських зборів. Допомагав бідним, особливо багатосімейним селянам, хлібом та іншими продуктами. А пані Олександра Вікторівна Будде, його дружина, завжди займалася благодійністю, особливо допомагала вагітним жінкам і малим дітям, маючи медичну освіту. У Новій Ушиці вона була покровителькою ремісничого училища ім. П. П. Местмахера, відкритого земством у 1908 році (теперішній старий будинок Новоушицького сільськогосподарського технікуму) і брала участь в організації роботи земської лікарні, зокрема з її ініціативи було обладнано в Новій Ушиці перший пологовий будинок[13,№ 62,с.2].
На початку XX ст. М. О. Патон купив собі в Новій Ушиці в заможного єврея Зільбермана Йойни одноповерховий будинок по вулиці Поштовій, біля якого був чималий сад, і з того часу він мав два маєтки — в Хребтієві та Новій Ушиці. Ще більш проворним виявився його управитель Дзюбик, який забудував у Новій Ушиці цілий квартал у центрі міста, в тім числі двоповерховий кам'яний будинок на розі теперішніх вулиць Подільської та Української, в якому після революції довгий час перебували повітові органи влади, а потім райвиконком. Декілька менших будинків було збудовано ним у цьому кварталі між вулицями Горького та Першого травня — до міського саду (парку). Місцеві жителі часто бачили пана Патона, який інколи ходив на полювання (очевидно на качок), любив з ними поговорити та покуштувати печеної картоплі[13,№ 62,с.2].
За спогадами жительки села Хребтіїв Катерини Петрівни Матірко (до шлюбу Василевська), вона з 17-ти років працювала покоївкою у хребтіївських панів Патонів. Коли відбулась революція 1917 року і скинули царя в Петрограді, пан Михайло Оскарович залишив свій маєток в селі, який нібито добровільно віддав селянам, і виїхав до Нової Ушиці з дружиною та деякою прислугою, де в нього був будинок по вулиці Поштовій. Тут вони жили деякий час. Тепер цього будинку немає, на його місці збудовано новий двоповерховий будинок на 4 квартири для працівників райспоживспілки (колишня вул. Жовтнева, 24)[13,№ 63,с. 2]. Зі слів Катерини Петрівни Матірко, навесні 1919 року сталася страшна трагедія, свідком якої була вона сама. Десь перед Великоднем вночі у двері будинку М. О. Патона у Новій Ушиці ввірвалося кілька озброєних чоловіків, які почали вимагати у пана гроші, інші кинулись шукати по кімнатах. То був період громадянської війни. Нова Ушиця переходила з рук у руки різних переможців, які часто проводили обхід житлових будинків з різними вимогами та перевірками. Відкрив двері молодий офіцер на прізвище Гжибовський, який був секретарем у пана Патона. Служниці вдалося заховатись, і вона чула уривками, як Михайло Патон обіцяв пізніше дати їм гроші, які знаходились у банку. Бандити не повірили панові, накинулись на пані Олександру в іншій кімнаті, там і вбили її. Один з бандитів почав стріляти з револьвера в Михайла Оскаровича, і він упав. Катерина Петрівна пригадує, як просився в бандитів кухар Кирило Деркалюк, сам із Хребтієва, але вбили і його. Офіцер Гжибовський був смертельно поранений. Пана Патона, який був ще живий, завезли в лікарню. Чотири дні лікарі боролись за його життя, але врятувати його не змогли, він помер. Старожили з Нової Ушиці пригадували цю подію і великий похорон, коли на цвинтар проводжали одночасно чотирьох покійників (тіло дружини Патона Олександри Вікторівни кілька днів утримувалося в церкві)[13,№ 64,с. 2]. У книзі І. Малишевського «Міст через три життя» про це написано коротко: «В Ушиці, куди Наталя Вікторівна умовляла чоловіка виїхати, бандити вбили Михайла Оскаровича з дружиною Олександрою, старшою сестрою Наталі і Тітоньки (тобто її сестри Ольги). Навіть Антонія, дитину, писали сусіди, не пожаліли. Серед ночі залізли в дім грабіжники, так усіх трьох і положили, звірюги…» [11, с.232]. Як видно із спогадів К. П. Матірко та інших, ці події відбувались десь у другій половині квітня 1919 року, коли Нова Ушиця була знову відвойована у петлюрівців радянськими військами, і вся влада належала тут створеному ревкому. Нова влада намагалась розслідувати цей злочин і покарати винних, але нічого встановити не вдалося. Приблизно через місяць Нову Ушицю знову захопили на деякий час петлюрівські війська[13,№ 64,с. 2].
Таким чином, рід Патонів залишив у Новоушицькому районі Хмельницької області в Хребтієві — зруйновану могилу на кладовищі Оскара Патона, консула Росії, діда теперішнього Президента Академії Наук України Б. Є. Патона, будинок (садибу) його дядька Михайла Оскаровича; в Новій Ушиці — могилу дядька і тітки, та вулицю імені академіка Патона. За радянських часів у панському будинку в Хребтієві знаходились сільський клуб і контора колгоспу, дитячий садок. Підвали будинку використовувались як магазин, складські приміщення для зберігання сільськогосподарської продукції, винодільня.
У 1990-х роках хребтіївською спілкою селян «Імені Патона» зроблено спробу реставрувати будинок, зокрема перекрито дах листами з оцинкованої сталі. Кілька років тому садиба куплена у спілки селян «Імені Патона» громадянином Р. В. Сагаловим, мешканцем м. Хмельницького. Охоронний договір з останнім не укладено. Судячи з повної бездіяльності власника щодо ремонту та реставрації будівлі, а також руйнування її мешканцями села, зараз стоїть питання (відповідно до Закону України «Про охорону культурної спадщини») про її відчуження на користь держави[14,с. 557]. На сьогодні садиба М. О. Патона, яка за своїм значенням відповідає статусу, як пам'ятки архітектури, так і пам'ятки історії, перебуває в занедбаному стані і опинилася під загрозою знищення. Теперішній стан будівлі вимагає негайного надання пам'яткоохоронного статусу, захисту зі сторони держави. При бездіяльності теперішнього власника будівлі та місцевої влади маєток Собанських та Патонів у Хребтієві може бути назавжди втрачено для прийдешніх поколінь. Результатом спільної роботи відділу охорони пам'яток історії та культури у Хмельницькій області, відділу наукових досліджень НІАЗ «Кам'янець» та управління регіонального розвитку, містобудування, архітектури та будівництва Хмельницької ОДА є паспортизація об'єкту культурної спадщини «Садиба Патона». Даний об'єкт культурної спадщини занесений до реєстру об'єктів архітектури у 1993 році під назвою «Садиба М. О. Патона». Пам'ятка представляє інтерес як характерний зразок забудови заміської садиби з влаштуванням постачання води локально в окремому будинку[14, с. 557].
На початку 2010 року автором статті разом із співробітниками відділу наукових досліджень НІАЗ «Кам'янець» Г. Б. Ківільшею, Г. О. Осетровою, Л. І. Свінціцькою, а також головним спеціалістом управління регіонального розвитку містобудування, архітектури та будівництва Хмельницької облдержадміністрації Ю. С. Воловиком підготовлено в електронному та паперовому вигляді паспорт на об'єкт культурної спадщини «Садиба Патона» з метою занесення його до Державного реєстру нерухомих пам'яток. Протокольним рішенням засідання консультативної ради управління культури, туризму і курортів Хмельницької ОДА від 15.05.2010 р. (розглянуто паспорт на об'єкт культурної спадщини «Садиба Патона» разом з графічними матеріалами та фотофіксацією) підтримано пропозиції щодо занесення до Державного реєстру нерухомих пам'яток України цієї історичної садиби. Пам'ятка архітектури місцевого значення Садиба Патона[15] (кін. XVIII ст. — поч. XIX ст.), (Наказ Міністерства культури і туризму України від 21.12.10 р. № 1266/0/16-10, охоронний № 2747-Хм.) на сьогодні знаходиться у приватній власності (власник — підприємець Р. В. Сагалов). Потребує проведення ремонтно-реставраційних робіт через аварійний стан.
Трагічно склалася доля молодших поколінь роду Патонів. Соціальні потрясіння 1917 р., що знищили величезну та могутню імперію, не оминули і роду Патонів, розкидавши членів родини по різних країнах та політичних таборах. Петро Іванович Патон-Фонтон-де-Верайон, двоюрідний брат Є. О. та М. О. Патонів, учасник російсько-японської війни 1904—1905 рр., контрадмірал, кавалер багатьох орденів, після розпаду Російської імперії служив головним комісаром флоту і портів Чорного та Азовського морів за гетьманату Павла Скоропадського, а згодом перейшов до Збройних сил півдня Росії, брав активну участь у білому русі й емігрував. Його молодший брат — Микола Іванович, також контр-адмірал — спочатку служив у гетьманському флоті, а згодом перейшов до більшовиків, очоливши Училище командного складу флоту. Подальша доля його не відома, хоча, мабуть, нескладно здогадатися. Дружина Миколи Івановича — Ольга Георгіївна Патон — емігрувала. Емігрували також рідні брати і сестри Є. О. та М. О. Патонів[6].
Сьогодні, після десятиліть забуття, ми повертаємося до своїх коренів, відтворюємо історичну пам'ять, відшукуємо загублені гілки родовідних дерев. Цей процес довго тривалий. І це дослідження є частиною у реконструкції генеалогії та історії славного роду. На сьогодні знайдено багато цікавих документів, до наукового обігу введено нові факти, але ще попереду багато пошуків і феноменальних знахідок.